# Edições ASA
A Edições ASA é uma empresa editorial portuguesa, que faz parte do grupo LeYa.

## Descrição e história
A empresa foi fundada em 1951 por Américo da Silva Areal, na cidade do Porto, inicialmente com um modelo de negócio principalmente concentrado nos manuais escolares. Posteriormente começou a editar outros tipos de livros, embora mantendo a sua vertente educativa, tendo-se afirmado como uma referência no mercado nacional, em obras de literatura portuguesa e estrangeira. Durante o período do Estado Novo, a empresa opôs-se ao regime ditatorial, tendo chegado a ser encerrada pela Polícia Internacional e de Defesa do Estado em três ocasiões. A história da editora está interligada com a da Livraria José Alves, no Porto, que foi fundada em 1967 por Américo da Silva Ameal, tendo inicialmente o nome de Livraria Asa. Este estabelecimento esteve desde o início principalmente focado no mercado escolar e profissional, tendo-se igualmente oposto à censura por parte do Estado Novo.
Um dos principais produtos da empresa são os livros de banda desenhada, sendo considerada como a principal editora nacional neste segmento de mercado, publicando sobretudo obras de origem franco-belga, embora também tenha apostado em autores portugueses. Entre as obras publicadas pela editora no mercado da banda desenhada, contam-se grandes séries a nível internacional, como Lucky Luke, Tintim e Astérix.
A editora também responsável por obras de teor mais especializado, abrangendo temas como a poesia, arte, arquitectura, desporto, saúde, gastronomia e o turismo. Quanto ao mercado escolar, além dos manuais também publicou uma série de livros conhecida como Guias Práticos, que foi um sucesso de vendas.
Entre 2007 e 2008, foi formado o grupo editorial LeYa, liderado pelo empresário Miguel Paes do Amaral, sendo originalmente composto por oito empresas editoras: ASA, Caminho, Dom Quixote, Gailivro, Novagaia e Texto, a firma moçambicana Nadjira, e a companhia angolana Ndzila. Durante a apresentação do grupo, que teve lugar no Centro de Congressos do Estoril no dia 7 de Janeiro de 2008, Paes do Amaral afirmou que este processo tinha sido motivado pelas «vantagens da concentração no sector livreiro como em qualquer outro sector da economia», e garantiu que que não iria ser comprometida a identidade de cada uma das empresas, e que não iriam ser vendidas.
Em 2012, vários títulos publicados pela ASA foram nomeadas para os Prémios de Banda Desenhada da Amadora: Pontas soltas - Cidades de Ricardo Cabral, nas categorias de melhor álbum de banda desenhada portuguesa, melhor desenho e melhor argumento; Bouncer, de Boucq e Jodorowsky, Maria e Eu, de María Gallardo e Miguel Gallardo, e Spirou, nas origens do Z, de Morvan, Yann e Munuera, na categoria de melhor álbum estrangeiro; Dilbert, liberdade é só mais uma palavra para as pessoas descobrirem que és incompetente, de Scott Adams, e Provérbios... com gatos!, de Catherine Labey, ambos na categoria de melhor álbum de tiras humorísticas; e Corto Maltese na Sibéria, de Hugo Pratt, e Spirou, QRN sobre Bretzelburgo, de Franquin e Greg, na categoria de clássicos da nona arte. Em 2021, uma outra obra publicada pela ASA, Peter Pan, de Régis Loisel (fr), também foi nomeada para os Prémios de Banda Desenhada da Amadora, na categoria de melhor obra estrangeira de banda desenhada editada em português.

## Autores
- António Mota
- António Torrado
- Álvaro Magalhães
- Joanne Harris
- Milo Manara
- Vasco Graça Moura
- Vasco Granja